# Eldert Johannes van Det
Eldert Johannes van Det (Amsterdam, 23 juli 1863 – aldaar, 3 maart 1948) was een Nederlandse onderwijzer, en bestuurder van de Bond van Nederlandsche Onderwijzers. Hij is bekend als de eerste bestuurder van het in 1921 opgerichte "Gemeentelijke bureau voor advisering en beroepskeuze" in Amsterdam.
Van Det groeide op in de Amsterdamse Jordaan. Zijn vader was schipper, die op jonge leeftijd overleed. Zijn moeder wist het gezin verder te onderhouden met huisarbeid. Van Det volgde vanaf 1876 de Gemeentelijke Kweekschool. Vanaf 1883 werkte hij enige decennia als onderwijzer in een openbare jongensschool in de Jordaan.
Rond de eeuwwisseling werd hij actief bij de Bond van Nederlandsche Onderwijzers (BvNO), en met zijn vriend van de kweekschool en later Eerste Kamerlid Frans Ossendorp bij de SDAP en bij de Sociaal-Democratische Onderwijzers Vereeniging (SDOV). Hij was hier actief als redacteur, woordvoerder en bestuurder. Verder gold hij als kenner van de onderwijssituatie in Duitsland, Frankrijk en Engeland. Vanaf 1923 zat hij voor de SDAP in de Provinciale Staten van Noord-Holland waar hij in "tal van commissies als onderwijsdeskundige werkzaam was. Na zijn pensionering in 1928 bleef hij schrijven over beroepsonderwijs".
Op initiatief van Theo van der Waerden werd er door het gemeentebestuur van Amsterdam in 1921 een Gemeentelijke bureau voor advisering en beroepskeuze opgericht onder leiding van Van Det. Dit bureau was een van de eerste sociaal-wetenschappelijke adviesbureaus in Nederland. Het had als taak om voorlichting te geven aan jongeren over beroepen en te bemiddelen op de arbeidsmarkt. Van Det werkte hier als intermediair tussen werkgevers, vakorganisaties en "ontwierp verschillende leerplannen voor nijverheidsscholen en opleidingen in het kader van het leerlingstelsel, onder meer voor meubelmakers en loodgieters". In 1933 werd mede op zijn initiatief de E.J. van Detschool opgericht: een nijverheidsschool speciaal voor joodse meisjes. Na de oorlog werd dit een school dit een school voor individueel onderwijs

## Publicaties
- 1907. Rapport over "de werking van het instituut schoolartsen"
- 1911. Absolute neutraliteit in 't openbaar onderwijs. Baarn : Hollandia-Drukkerij.
- 1913. Leerplicht in Nederland en in het buitenland. Met Frans Ossendorp.
- 1924. De opvoeding tot arbeider. Amsterdam : Mij. voor goede en goedkoope lectuur.
- 1930. Rapport der Commissie, ingesteld door het Nederlandsch Jeugdleiders Instituut inzake het wetsontwerp voor het aanvullend onderwijs. Amsterdam : Van Munster.
- 1933. Hitler-regime en onderwijs . Amsterdam : De Arbeiderspers
- 1939. Zestig jaren bondsleven, 1874-1934 : gedenkboek van de Bond van Nederlandse Onderwijzers. Amsterdam : De Volharding.

- Biografisch Portaal: 84387690
- International Standard Name Identifier: 0000 0003 9009 8795
- Library of Congress Control Number: no2004114771
- Nationale Bibliotheek van Israël: 987007361906205171
- Nederlandse Thesaurus van Auteursnamen: 069499098
- Virtual International Authority File: 283673663
- WorldCat: E39PBJfgYKMtXphHxvH6bm3RKd